# آواتار (فیلم ۱۹۱۶)
آواتار (ایتالیایی: Avatar) یک فیلم درام صامت و گمشدهٔ ایتالیایی به کارگردانی کارمینه گالونه است که در سال ۱۹۱۶ منتشر شد.

## بازیگران
- سوآوا گالونه
- آملتو نوولی
- آندرئا اَبی